# Бољераз
Бољераз (слч. Boleráz) насељено је мјесто са административним статусом сеоске општине (слч. obec) у округу Трнава, у Трнавском крају, Словачка Република.

## Становништво
| Година:    | 1994. | 2004.   | 2014.   | 2024.   |
| ---------- | ----- | ------- | ------- | ------- |
| Број људи: | 1988  | 2062    | 2262    | 2395    |
| Разлика:   |       | +3,72 % | +9,69 % | +5,87 % |

| Година:    | 2023. | 2024. |
| ---------- | ----- | ----- |
| Број људи: | 2395  | 2395  |
| Разлика:   |       | +0 %  |

Према подацима о броју становника из 2024. године насеље је имало 2395 становника.